# جون بينجهام (إيرل لوسان السابع)
جون بينجهام (إيرل لوسان السابع) (بالإنجليزية: John Bingham, 7th Earl of Lucan)‏ (و. 1934  م) هو أرستقراطي، ومصرفي، وسياسي  بريطاني، ولد في لندن، ويحمل رتبة عسكرية ملازم، توفي في لندن.

## مناصب
تولى منصب عضو مجلس اللوردات ‏ 21 يناير 1964 إلى 8 نوفمبر 1974.

## التعليم
تعلم في كلية إيتون، وتعلم في Arnold House School ‏
.

## الخدمة العسكرية
خدم في الجيش البريطاني.